# 존 파넘
존 피터 파넘(영어: John Peter Farnham, AO, 1949년 7월 1일 ~ )은 잉글랜드 태생의 오스트레일리아의 가수이다.
1964년 15세에 데뷔해 1970년대 후반까지 아이돌 스타로 활동하여 인기를 얻었다.
1986년 〈You're the Voice〉로 오스트레일리아 · 독일 · 스웨덴 싱글차트에서 1위에, 스위스와 아일랜드에서 3위를 기록하는 등 세계적으로 성과를 올렸고, 1987년 올해의 오스트레일리아인(Australian of the Year)에 선정되었다.
비틀즈의 곡 〈Help!〉를 리메이크하여 호응을 얻기도 했다.

## 서훈
- 1996년 오스트레일리아 훈장 오피서(AO; Officer of the Order of Australia)[1]